# Brian Marshall

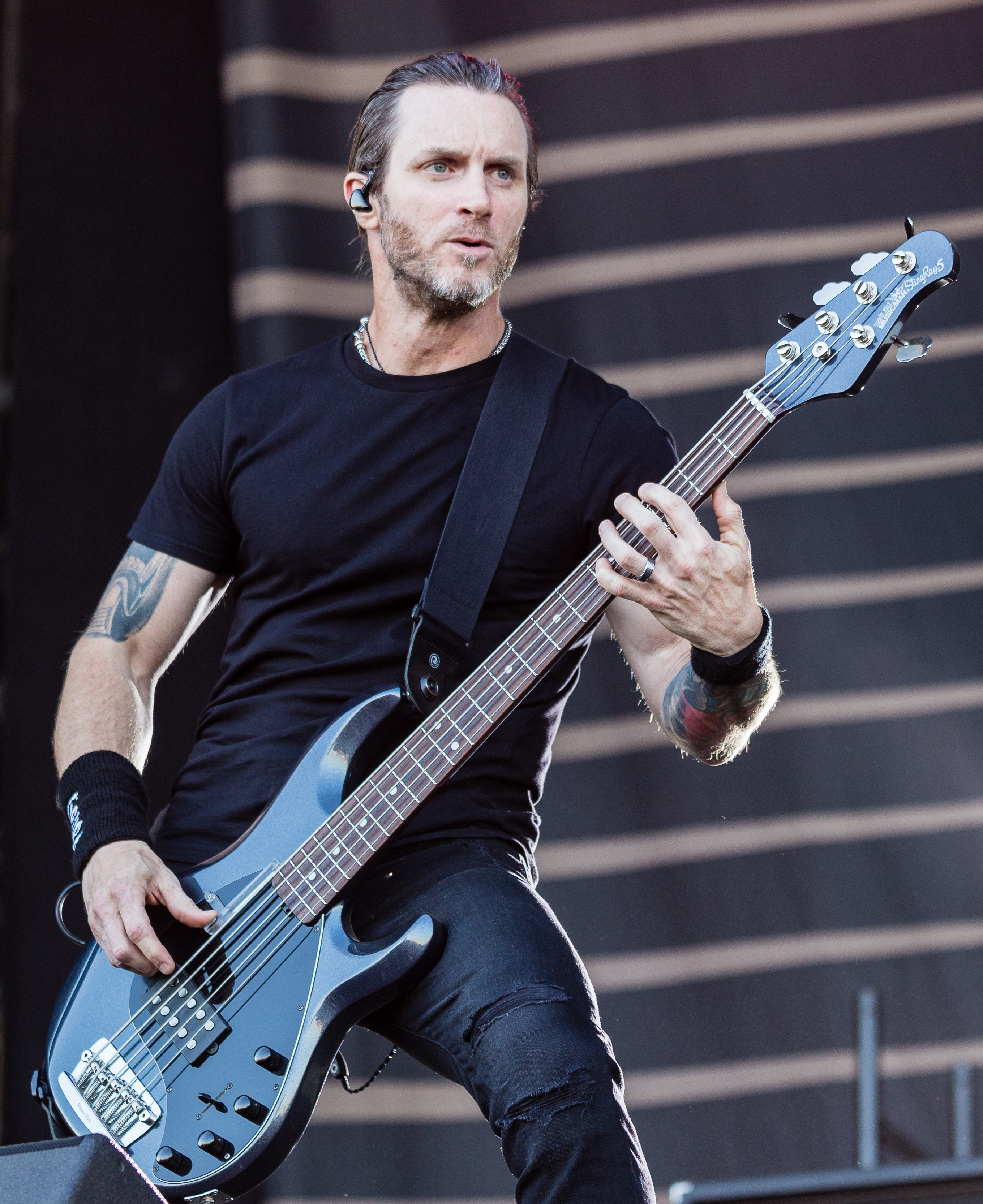
Brian Marshall (2017)

Brian Aubrey Marshall (* 24. April 1973 in Orlando, Florida) ist ein US-amerikanischer Bassist und Mitglied der Rockbands Alter Bridge und Creed.

## Leben
Marshall gründete 1995 zusammen mit dem Sänger Scott Stapp, dem Gitarristen Mark Tremonti und dem Schlagzeuger Scott Phillips die Band Creed, verließ diese jedoch wieder im Jahr 2000. Bei der Aufnahme des dritten Creed-Albums Weathered übernahm der Gitarrist Mark Tremonti die Bassparts. Nach der zwischenzeitlich kompletten Auflösung der Band (2004) fand 2009 eine Wiedervereinigung in vollständiger Besetzung statt.
2004 initiierte Marshall gemeinsam mit den Creed-Mitgliedern Tremonti, Phillips und The-Mayfield-Four-Sänger Myles Kennedy das Projekt Alter Bridge, mit dem er in 15 Jahren sechs Studioalben veröffentlichte. Ein anderes Bandprojekt namens Head Heavy, das er zuvor begann, wurde wieder beendet.
Im Februar 2001 heiratete er seine langjährige Freundin, mit der er einen gemeinsamen Sohn hat. Marshall betreibt mit ihr in Costa Rica eine Bed-and-Breakfast-Unterkunft.

## Diskografie
Creed:
siehe Creed/Diskografie
Alter Bridge:
siehe Alter Bridge/Diskografie

## Equipment
Brian Marshall spielt Bässe des Herstellers Sadowsky und Music Man, Mesa/Boogie Verstärker und Effekte der Marke BOSS.